# Schlacht bei Saucourt

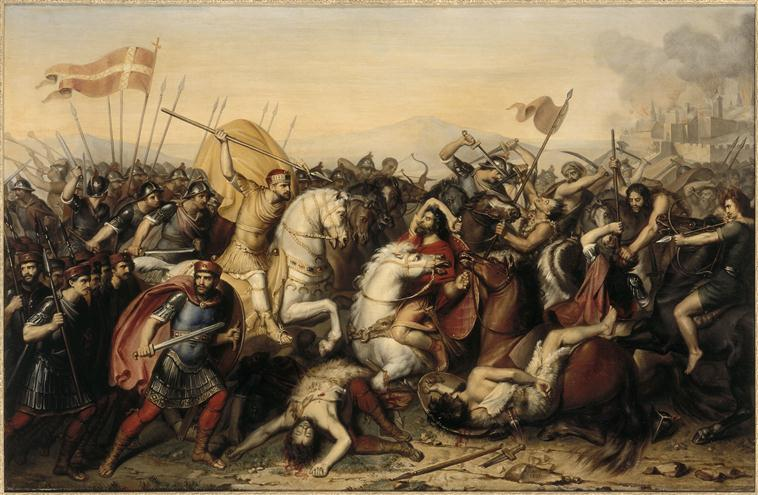
Die Schlacht bei Saucourt, Gemälde von Jean-Joseph Dassy

Die Schlacht bei Saucourt fand am 3. August 881 zwischen dänisch-normannischen Truppen und dem Heer des Karolingerreichs unter Ludwig III. (Frankreich) und Karlmann II. bei Saucourt-en-Vimeu in den heutigen Gemeinden Nibas und Ochancourt in der Picardie statt.
Der Schlacht waren Wikingereinfälle in das Fränkische Reich vorangegangen.

In der Schlacht sollen 9.000 Krieger der Wikinger gefallen sein. So wird berichtet: 

„Nepos vero illius cum Nordmannis dimicans nobiliter triumphavit; nam novem milia equitum ex eis occidisse perhibetur.“

„Sein Neffe kämpfte gegen die Normannen und triumphierte rühmlich; denn er soll von ihnen 9.000 Reiter getötet haben.“

Die Schlacht wird in dem althochdeutschen Ludwigslied und dem Chanson de geste Gormont et Isembart besungen. Die Textstelle im Ludwigslied lautet:

„Lietz her heidine man Obar seo lidan, 
Thiot Urankono Manon sundiono. 
Sume sar uerlorane Uuurdun sum erkorane. 
Haranskara tholata Ther er misselebeta.“

„Er ließ Heiden über See kommen, um das Volk der Franken seiner Sünden wegen zu mahnen. Die einen gingen sofort verloren, die andern wurden [zum ewigen Heil] auserwählt.“

Auch die Annalen von St. Bertin erwähnen sie. In diesen heißt es:

„Louis son frère était retourné en son pays pour s'opposer aux Normands qui, ravageant tout sur leur route, occupaient le monastère de Corbie, la cité d'Amiens et d'autres saints lieux. Après en avoir tué une grande partie et mis les autres en fuite, Louis avec son armée tourna lui-même le dos et prit la fuite sans être poursuivi de personne, montrant ainsi, par le jugement de Dieu, que ce qui s'était fait contre les Normands l'avait été par la vertu non pas humaine mais divine.“

„Ludwig, sein Bruder, war zurückgekehrt, um sich den Normannen entgegenzustellen, die alles auf ihrem Weg verwüstend, das Kloster Corbie, die Stadt Amiens und andere heilige Orte besetzten. Nachdem er einen Großteil von ihnen getötet und die anderen in die Flucht geschlagen hatte, wandte Ludwig selbst den Rücken und ergriff die Flucht, ohne von irgendwem verfolgt zu werden, und zeigte so durch das Urteil Gottes, dass das, was sich gegen die Normannen getan hatte, durch die göttliche und nicht durch die menschliche Kraft geschehen war.“